# Aziz Behich
Aziz Eraltay Behich (* 16. prosince 1990, Melbourne, Austrálie) je australský fotbalový obránce (příp. záložník) a reprezentant tureckého původu, který působí v Bursasporu.
Mimo Austrálie hrál v Turecku.

## Reprezentační kariéra
S australským reprezentačním výběrem do 23 let hrál v kvalifikaci na Letní olympijské hry 2012 v Londýně.
V A-mužstvu Austrálie přezdívaném Socceroos debutoval v roce 2012.

S národním týmem Austrálie vyhrál domácí Mistrovství Asie v roce 2015.